# Gerichtslinde (Göttingen)
Die Gerichtslinde in Göttingen ist ein Naturdenkmal in der Stadt Göttingen im Stadtteil Grone auf dem Leineberg, einer Erhebung im Westen der Stadt. Der Baum markiert seit seiner Pflanzung vor etwa 300 bis 400 Jahren den Ort, an dem für einige Jahrhunderte ein herzögliches Landgericht tagte.

## Beschreibung
Die Gerichtslinde ist eine Winter-Linde mit einem Stammdurchmesser von etwa 221 Zentimeter. Sie steht auf einem Grünstreifen südlich der Bundesstraße 3 im Stadtteil Grone, westlich des Stadtzentrums.
Der Forstwissenschaftler Hans Joachim Fröhlich gab 1993 eine Baumhöhe von etwa 25 Meter und einen Kronendurchmesser von 17 Meter an. Der Stammumfang betrug 530 Zentimeter. Er beschreibt den Baum als hohl.

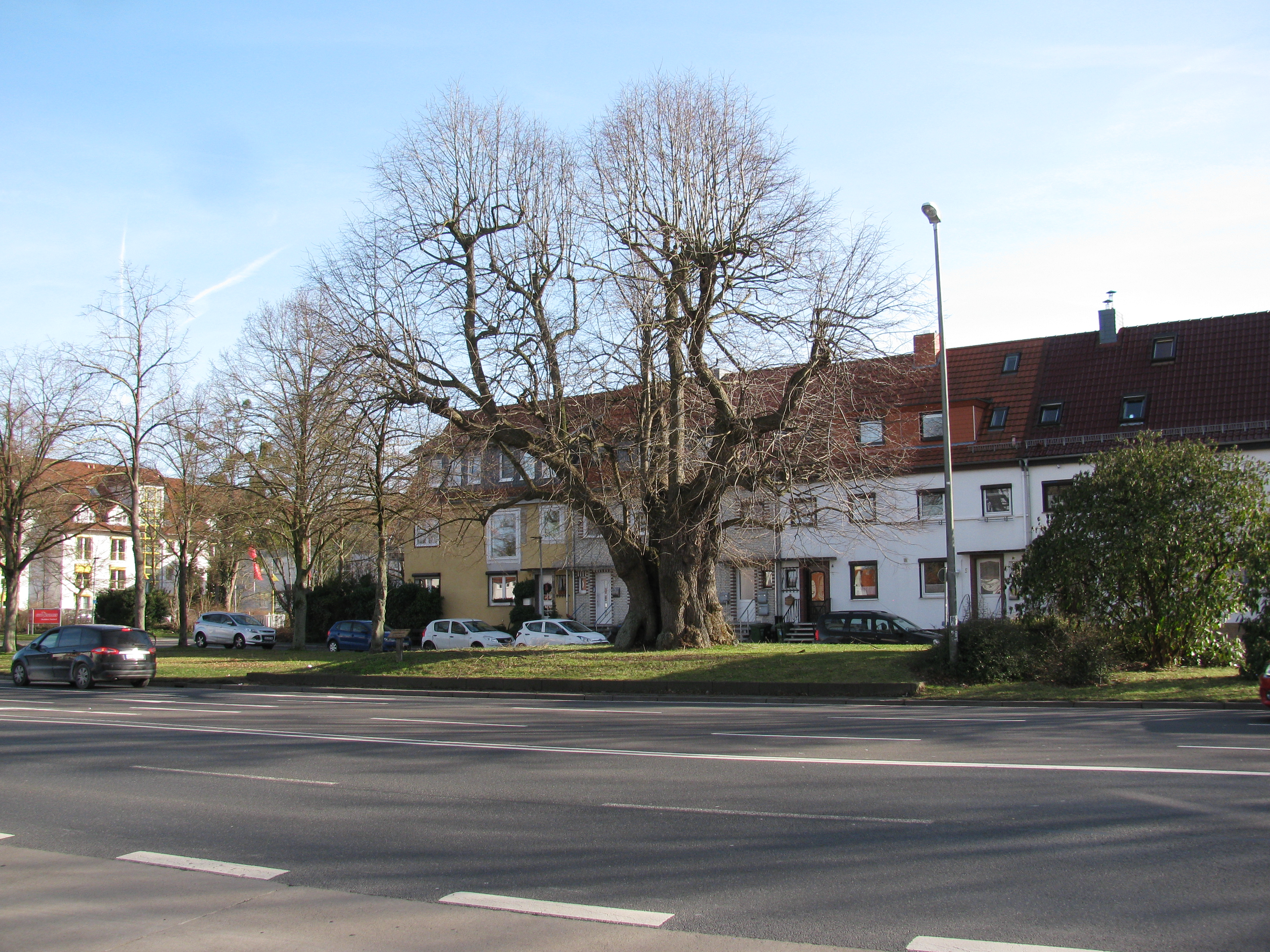
Die Gerichtslinde im Februar 2020
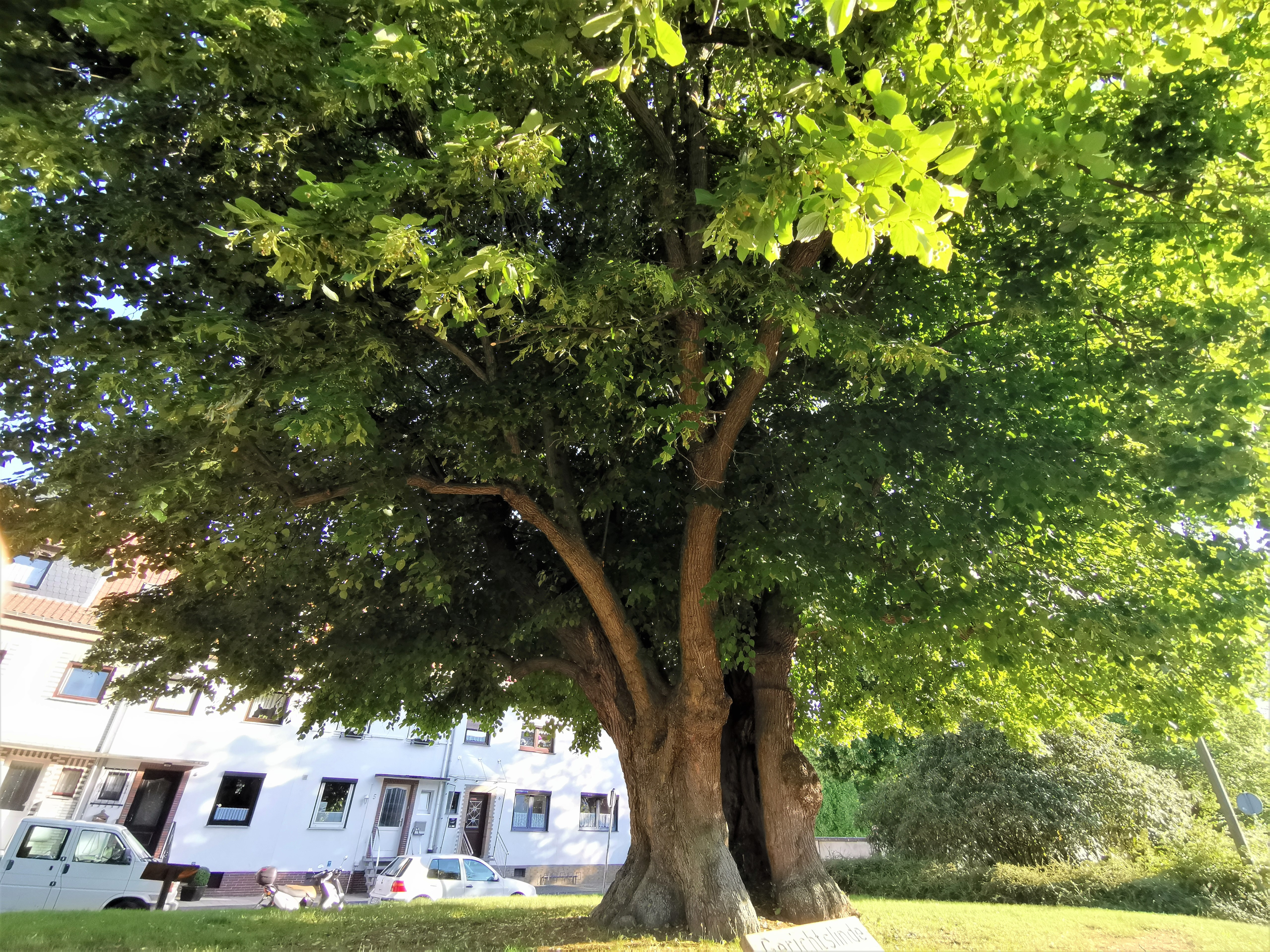
Stamm der Gerichtslinde

## Historisches
Auf dem Leineberg tagte ab dem Jahr 1241 ein herzögliches Landgericht. Vermutlich wurde auch schon vorher auf dem Leineberg Gericht gehalten, was jedoch nicht durch schriftliche Quellen nachweisbar ist. Das Gericht auf dem Leineberg bestand insgesamt mehr als 600 Jahre. Es gehörte in dieser Zeit unterschiedlichen Fürstentümern und Königreichen an und unterlag demnach auch verschiedenen Änderungen der Gerichtsordnung.
Bis ins 16. Jahrhundert tagte das Gericht unter freiem Himmel, dann wurde eine Schutzhütte errichtet, die jedoch im Dreißigjährigen Krieg zerstört wurde. Später tagte das Gericht in einem Wirtshaus, bis in der Mitte des 18. Jahrhunderts ein Gerichtshaus errichtet wurde. Im Zuge einer Gerichtsreform von 1831 bezog das Landgericht Räume in der Stadt Göttingen und tagte nicht mehr auf dem Leineberg. 1852 wurde die Gerichtsbarkeit im Konigreich Hannover neu geregelt und das Amtsgericht Göttingen löste das Gericht auf dem Leineberg endgültig ab.
Todesurteile wurden direkt auf dem Leineberg vollstreckt. Die Hinrichtung erfolgte meist durch das Schwert oder einen Galgen. Auch nach der Auflösung des Gerichts 1852 wurden noch Todesurteile auf dem Leineberg vollstreckt. Die letzte Hinrichtung am ehemaligen Gerichtsort erfolgte am 20. Januar 1859 als Enthauptung mit dem Schwert.
Ein Hinweisschild neben dem Baum gibt an, dass die Linde im 16. Jahrhundert gepflanzt wurde. Hans Joachim Fröhlich nannte jedoch 1993 ein Alter von etwa 300 Jahren.